# Останнє похмілля у Вегасі
«Останнє похмілля у Вегасі» (англ. Last Vegas, дослівно укр. Останній Вегас; також знаний як Старперці, Starперці) — американська комедія режисера Джона Тартелтауба, що вийшла 2013 року. У головних ролях Майкл Дуґлас, Роберт де Ніро, Морган Фрімен.
Сценаристом був Ден Фоґелмен, продюсерами були Емі Баєр, Джозеф Дрейк і Лоуренс Марк. Вперше фільм продемонстрували 31 жовтня 2013 року в Угорщині, Ізраїлі. В Україні у кінопрокаті прем'єра фільму відбулася 14 листопада 2013 року.

## Сюжет
Біллі, Педді, Арчі і Сем друзі з самого дитинства. Коли їм перевалило за шістдесят, Біллі, переконаний старий парубок, вирішив одружитися зі своєю дівчиною, що вдвічі молодша від нього. На останню парубоцьку вечірку друзі їдуть до Лас Вегасу. Проте місто кардинально змінилося за десятиліття.

## У ролях
| Актор           | Персонаж            | Роль                 |
| --------------- | ------------------- | -------------------- |
| Майкл Дуґлас    | Біллі (англ. Billy) | старий парубок       |
| Роберт де Ніро  | Педді (англ. Paddy) | друг дитинства Біллі |
| Морган Фрімен   | Арчі (англ. Archie) | друг дитинства Біллі |
| Кевін Клайн     | Сем (англ. Sam)     | друг дитинства Біллі |
| Мері Стінберґен | Діана (англ. Diana) |                      |
| Джеррі Феррара  | Дін (англ. Dean)    |                      |

## Сприйняття

### Критика
Фільм отримав змішані відгуки: Rotten Tomatoes дав оцінку 43 % на основі 90 відгуків від критиків (середня оцінка 5,2/10) і 72 % від глядачів із середньою оцінкою 3,8/5 (12,810 голосів). Загалом на сайті фільми має змішаний рейтинг, фільму зарахований «гнилий помідор» від кінокритиків, проте «попкорн» від глядачів, Internet Movie Database — 6,7/10 (1 840 голосів), Metacritic — 48/100 (33 відгуки критиків) і 7,1/10 від глядачів (15 голосів). Загалом на цьому ресурсі від критиків фільм отримав змішані відгуки, а від глядачів — позитивні.

### Касові збори
Під час показу у США, що розпочався 1 листопада 2013 року, протягом першого тижня фільм показали у 3,065 кінотеатрах і він зібрав 16,334,566  доларів США, що на той час дозволило йому зайняти 3 місце серед усіх прем'єр. Станом на 7 листопада 2013 року показ фільму триває 7 днів (1 тиждень). За цей час фільм зібрав у прокаті у США 22,430,736  доларів США при бюджеті 28 млн доларів США.

### Виноски
1. 1 2  Last Vegas: Release Info (англ.). Internet Movie Database. Процитовано 9 листопада 2013.
2. 1 2  Starперці. Kino-teatr.ua. Процитовано 9 листопада 2013.
3. ↑  Last Vegas (англ.). The Numbers. Процитовано 9 листопада 2013.
4. 1 2  Last Vegas (англ.). Box Office Mojo. Процитовано 9 листопада 2013.
5. 1 2  Last Vegas (англ.). Internet Movie Database. Процитовано 9 листопада 2013.
6. ↑  Last Vegas: Full Cast & Crew (англ.). Internet Movie Database. Процитовано 9 листопада 2013.
7. ↑  Last Vegas (англ.). Rotten Tomatoes. Процитовано 9 листопада 2013.
8. ↑  Last Vegas (англ.). Metacritic. Процитовано 9 листопада 2013.